# サン・ジョゼー・ド・リオ・プレト
サン・ジョゼー・ド・リオ・プレト (São José do Rio Preto [sɐ̃w̃ ʒuˈzɛ du ʁiw ˈpɾetu])は、ブラジル、サンパウロ州北部の都市。 人口は約48万人（2022年）で同州北部の最大都市である。名称は「聖ヨセフの黒い川」を意味する。

## スポーツ
- アメリカFC (サンパウロ州) - サッカークラブ
- リオ・プレトEC - サッカークラブ

## 出身者
- シジマール・アントニオ・マルチンス - サッカー選手
- アウシデス・エドゥアルド・メンデス・デ・アラウージョ・アウヴェス - サッカー選手
- カロリネ・ガッタス - バレーボール選手
- ウェリントン・クレイトン・ゴンサウベス・ドス・サントス - サッカー選手
- パブロ・ヤン・フェレイラ - サッカー選手
- ルアン・ギリェルメ・デ・ジェズス・ヴィエイラ - サッカー選手